# Lawren Harris
Lawren Stewart Harris (ur. 23 października 1885 w Brantford, Ontario, zm. 29 stycznia 1970 w Vancouver, Kolumbia Brytyjska) – kanadyjski malarz, członek założyciel Grupy Siedmiu, w ramach której stał jednym z najbardziej znanych malarzy-pejzażystów. Był pionierem specyficznie kanadyjskiego stylu malarskiego w początkach XX w. Odznaczony Orderem Kanady.

## Życiorys
Lawren Harris urodził się w zamożnej, konserwatywnej rodzinie. Uczęszczał do St. Andrew's College w Toronto, a następnie (1904–1908) studiował sztukę w Berlinie. Interesował się filozofią i myślą Wschodu. Później zaangażował się w teozofię i przyłączył się do Toronto Lodge of the International Theosophical Society, co wywarło wpływ na jego późniejszą sztukę. Po powrocie z Berlina do Toronto zaczął malować postimpresjonistyczne sceny uliczne ze starszych i biedniejszych dzielnic Toronto. Do lat 20. XX w. kontynuował malowanie podobnych tematów, zarówno w Toronto i w małych miastach Ontario.
20 stycznia 1910 Harris ożenił się z Beatrice (Trixie) Phillips. Mieli razem troje dzieci (syn Lawren P. Harris również został artystą). W 1911 spotkał J.E.H. MacDonalda i zaprzyjaźnił się z nim. Obaj później utworzyli Grupę Siedmiu.
W 1913 obaj obejrzeli w Buffalo wystawę sztuki skandynawskiej. Pod jej wpływem Harris zaczął malować dekoracyjne olejne pejzaże. Do organizowanych przez niego wypadów do północnego Ontario dołączyło kilku malarzy z Toronto; namalowane przez nich pejzaże olejne reprezentowały nową, wyraźnie kanadyjską sztukę. Harris wspólnie z przyjacielem, dr Jamesem MacCallumem sfinansował budowę studio w Toronto, przeznaczonego do pracy twórczej a także do zamieszkania.
Harris zakochał się w Bess Housser, żonie przyjaciela z czasów szkolnych; oboje nie zdecydowali się jednak na rozwody ze swymi partnerami i powtórne małżeństwo z obawy przed oburzeniem.
W 1918 i 1919 Harris i MacDonald finansowali wyjazdy przyszłych członków Grupy Siedmiu w region Algomy. W kolejnym wyjeździe do Algomy Harrisowi towarzyszył A.Y. Jackson (utrzymywał on później, że to Lawren Harris był stymulatorem powstania Grupy Siedmiu).
Do 1919 pejzaże Harrisa krajobrazy stawały się coraz bardziej ponure a jego pociągnięcia pędzla bardziej wyraziste. W latach 20. tematem obrazów artysty było Jezioro Górne, Góry Skaliste i Arktyka. Jego płótna z tego okresu odznaczają się bogatymi, dekoracyjnymi barwami kładzionymi grubym impastem, co stało się charakterystyczne dla jego stylu. Obrazy Harrisa stały się bardziej abstrakcyjne i uproszczone, dotyczy to zwłaszcza pejzaży północnej Kanady i Arktyki. 
W 1920 roku powstała Grupa Siedmiu i zaczęła organizować niemal regularne, coroczne wystawy swoich prac w Toronto.
Po 1924 Harris przestał podpisywać i datować swoje dzieła, ponieważ chciał, aby widzowie oceniali je na podstawie ich wartości artystycznych, a nie według nazwiska ich twórcy.
W 1934 roku Harris przeniósł się do Hanoveru w New Hampshire, gdzie namalował swoje pierwsze obrazy abstrakcyjne, które miały stać się głównym kierunkiem w jego sztuce przez pozostałą część jego życia. W 1938 wyjechał do Santa Fe w Nowym Meksyku, gdzie razem z innymi artystami utworzył Transcendental Painting Group, ugrupowanie, które opowiadało się za duchową formą abstrakcji.
Po 24 latach małżeństwa Harris opuścił swoją żonę Trixie i trójkę dzieci i ożenił się z Bess Housser. Gdy rodzina Trixie w odwecie zagroziła oskarżeniem go o bigamię, Harris i Bess musieli opuścić swój dom i zmienić miejsce pobytu.
W 1940 roku Harris przeniósł się do Vancouver w prowincji Kolumbia Brytyjska, gdzie spędził resztę życia. Kontynuował malowanie obrazów abstrakcyjnych. W swoich dziełach z tego okresu zgłębiał tajniki abstrakcji inspirowanej rytmami natury. Jego rozwój artystyczny był ściśle związany z jego wiarą w teozofię. Poprzez abstrakcyjne obrazy, takie jak Abstract Painting No 20, z których wiele wykorzystuje formę pejzażu, starał się przedstawić wiążącą i uzdrawiającą koncepcję wszechświata, żeby rzeczy wzniosłe uczynić widocznymi. Jego obrazy były krytykowane jako zimne, ale w rzeczywistości odzwierciedlają one głębię duchowego zaangażowania artysty. Płótna takie jak Lake and Mountains (1927–1928) czy niektóre z jego obrazów abstrakcyjnych stały się symbolami malarstwa kanadyjskiego.
W 1969 Harris został odznaczony Orderem Kanady.
Zmarł w Vancouver 29 stycznia 1970 jako uznany artysta kanadyjski. Został pochowany na małym cmentarzu na terenie galerii McMichael Canadian Art Collection.
Za życia Harris miał dwie wystawy retrospektywne, w 1948 i 1963. W 1978 Art Gallery of Ontario została zorganizowana wystawa Urban Scenes and Wilderness Landscapes, 1906-1930. W latach 1982–1983 zorganizowano objazdową wystawę jego rysunków. Większość dzieł artysty znajduje się w National Gallery of Canada, Art Gallery of Ontario i McMichael Canadian Art Collection. W listopadzie 1987 jego szkic z 1929, Mountains in Snow: Rocky Mountain Paintings, No. VII został sprzedany za 150 000 dolarów, co było rekordową ceną uzyskaną za kanadyjski szkic, natomiast wiosną 1999 jego płótno, Lake Superior III, zostało sprzedane za 960 000 dolarów plus dopłata kupującego w wysokości 10%, co było rekordową sumą uzyskaną za sprzedaż kanadyjskiego obrazu.